# Площадь Епископа Нанкера
Площадь Епископа Нанкера (пол. Plac biskupa Nankiera) — часть городской инфраструктуры Вроцлава.
Расположена в историческом районе Старый город. Соединяет Шевскую улицу на западе с улицей Пяскова на востоке, имеет длину около 200 метров.

## История
Современное название площади в честь видного католического иерарха Нанкера (1270—1341), Вроцлавского епископа (1326—1341).

## Достопримечательности
- д. 1 — Дворец князей Опольских (примерно 1363—1369)[1]
- д. 2 — Жилой дом (начало XIX века)
- д. 3 — дома первой половины XIX века
- д. 4 — бывшее здание имперской камеры
- д. 5, 6 — дома середины XIX века
- д. 7 — дом под золотой корзиной
- д. 8 — дом монахинь Требницы (самое старое здание города[2], памятник Романской архитектуры, 1-я половина XIII века)
- д. 15 — Собор Св. Винцента и Якова (XIV век)
- д. 16 — Костёл Св. Клары и Св. Ядвиги
- д. 17 — Иезуитское пастырское здание
- д. 17А — Костёл Св. Мацея[3]